# Dolichopoda calabra
Dolichopoda calabra is een rechtvleugelig insect uit de familie grottensprinkhanen (Rhaphidophoridae). De wetenschappelijke naam van deze soort is voor het eerst geldig gepubliceerd in 1968 door Galvagni.